# アドボカトゥス
アドボカトゥス（ラテン語: advocatus、派生英語：Advocate（アドボケイト）、派生フランス語：avoué、派生ドイツ語：Vogt）とは、中世ヨーロッパに於ける、弁護士や教会を弁護する任務を持つアドボカトゥス・エクレシアエ（後述）等の招聘されて他者を弁護する（～へ、声、ad vocatus ）者への一般的名称である。 
法廷役職としてのアドボカトゥスは12世紀から13世紀にかけてローマ法が再発見されていく過程で出現した。 

## アドボカトゥス・エクレシアエ
アドボカトゥス・エクレシアエ（ラテン語：advocatus ecclesiae、弁護人、教会）とは、所与の条件下で特定の教会や修道院を代表し、外圧からその権利を守る仕事をしていた人々に冠された称号である。彼らは世俗法裁判所に引き渡される前の紛争に於いて、教会を代表する任に当たった。彼らは教会領や修道院領に於いて民事訴訟を取り仕切った他、紛争が教会への襲撃に発展した場合は教会防衛の任に就いた。また、教会や修道院の名の下で常備軍を指揮し、彼らの戦争を代行することもアドボカトゥス・エクレシアエ達の義務であった。これらの業務に対する報酬として、彼らは補給や兵卒の供出を得る権利の形で教会資産の中から固定給を受け取ったり、教会資産に対して抵当権を設定出来たりした。 
アドボカトゥス・エクレシアエの様な人々はローマ時代にも見出すことが出来る。401年のカルタゴ公会議では、皇帝が司教たちと協力して、教会を守護するための人員（ディフェンソレス・エクレシアエ）を派遣することが要求されるべきであると宣言した。5世紀の終わり頃にはイタリアにディフェンソレス・エクレシアエ（ラテン語：defensores ecclesiae、守備隊、教会）が存在した証拠があり、 さらにローマ教皇グレゴリウス一世が彼らを聖職者に限定した。その義務は貧しい人々を守り、教会の権利と財産を守ることだった。